# Julio César Romero
Julio César Romero Insfrán (Luque, Paraguay, 28 de agosto de 1960), conocido popularmente como «Romerito», es un exfutbolista paraguayo que jugaba de centrocampista entre el periodo de 1976 y 2000, poniéndole punto final a su carrera a la edad de 40 años. Es considerado ampliamente como uno de los mejores futbolistas paraguayos de la historia.
Es el único futbolista paraguayo que fue incluido en la FIFA 100, que es una lista de los 125 mejores futbolistas vivos, realizada por Pelé a petición de la FIFA. Fue parte de la selección paraguaya campeona de la Copa América 1979.

## Trayectoria

### Inicios
Sus inicios lo realizó en el club de sus amores, Sportivo Luqueño, a la corta edad de 17 años donde rápidamente se destacó en el equipo, logrando jugar con el equipo principal.

### New York Cosmos
En 1980, fue transferido al New York Cosmos, club en el que compartió vestuario con grandes astros del fútbol como por ejemplo: Pelé, Franz Beckenbauer y Carlos Alberto. Convirtió un total de 37 goles en cuatro temporadas.

### Fluminense F. C.
En el año 1984, fue transferido al Fluminense de Brasil, donde logró conquistar dos Campeonato Carioca y un Campeonato Brasileño de Serie A. 
En 1985, fue elegido como el «mejor Futbolista del año en Sudamérica». También en su paso por el flu, en 1986, fue elegido como el «tercer mejor futbolista de América».  
Según el ranking elaborado por O Globo, en el año 2020, Romerito fue puesto en la sexta posición de los futbolistas extranjeros más queridos por los hinchas del Fluminense.

### F. C. Barcelona
En marzo de 1988, lo contrató el F. C. Barcelona dirigido por el entonces entrenador del club, Johan Cruyff. El delantero español, José Mari Bakero acababa de lesionarse y el equipo azulgrana se enfrentaba al Real Madrid, por lo que el técnico holandés quería a un delantero revulsivo. Llegó al F. C. Barcelona un miércoles y ese fin de semana debutó como titular contra los merengues, en detrimento de Gary Lineker. El partido acabó con un empate a cero.
Posteriormente, dio lugar al "Dream Team" de Cruyff, durante la mitad de la temporada 1988-89.
Romerito en total completó 470 minutos con el F. C. Barcelona y marcó un gol, en su último partido con el club catalán, y fue contra el Málaga C. F. en el Camp Nou, el 24 de junio de 1989.
El fichaje de Michael Laudrup precipitó su salida del club azulgrana al terminar la temporada.

### Puebla F. C. y Sportivo Luqueño
Tras haber abandonado el F. C. Barcelona, en 1990, regresa del Viejo Continente para  fichar por el Puebla FC de México por una temporada. El equipo mexicano había otorgado la última gran consagración en la carrera de Romerito.
Para el año 1991, regresa a su país para jugar de vuelta por las filas del club Sportivo Luqueño de su ciudad natal.

### Olimpia
En los años de 1992 a 1994 jugó para el club Olimpia de Paraguay, dónde logró conquistar un título nacional.

### Últimos años
En 1995, tuvo un breve paso por el club Cerro Corá donde disputó una decena de partidos. Finalmente, regresa de vuelta al club de sus amores, Sportivo Luqueño, donde jugó las temporadas 1996, 1997 y 1998, este último, el año en que decidió ponerle fin a su carrera.

### Destacado
Romerito popularmente es reconocido por los hinchas y periodistas brasileños como uno de los mejores jugadores de la historia del Fluminense de Río de Janeiro, debido a su vital aporte para la conquista de uno de los cuatro Campeonato Brasileño de Serie A que ha logrado el equipo carioca en toda su historia (1970, 1984, 2010 y 2012). Fue elegido como el mejor jugador del fútbol brasileño por dos años consecutivos: 1984 y 1985. 
Además, ostenta la distinción de haber sido el único jugador paraguayo seleccionado por el exfutbolista Pelé para conformar la lista avalada por la FIFA de los mejores 125 futbolistas vivos al momento de su publicación.

### Futvóley
En 2011, integró la selección paraguaya de futvóley, ostentando la capitanía en este deporte, donde también se consagró por primera vez campeón mundial en el Torneo Mundial de Futvóley Masculino, que tuvo sede en Río de Janeiro, imponiéndose con un doble 25-20 a la selección brasileña de Romário que también participó en ese torneo.

## Selección nacional

### Copa América 1979
Julio César Romero fue integrante de selección de Paraguay, que se consagró campeona en la Copa América 1979, al comienzo del torneo y a sus 19 años, era habitual recambio en la primera fase de la copa, contra Ecuador y Uruguay. Luego se ganó la titularidad en los 2 encuentros de semifinales frente a Brasil, al anotar el gol del empate ante los brasileños que le dio el 2-2 final en el mítico estadio Maracaná de Río de Janeiro (habían vencido antes en Asunción 2-1) y aseguró su clasificación para la gran final con Chile.  
En el primer partido de la final en Asunción anotó dos goles para la victoria 3-0 contra Chile, luego en Santiago cayeron 1 a 0 y en el tercer partido, el de desempate, en Buenos Aires, empataron 0-0, en los 120 minutos, allí si valió la diferencia de goles y los paraguayos se consagraron campeones de América por segunda vez en su historia. Romero fue fundamental para ese título, por su juego y sus tres goles anotados en dicha competición.

### Eliminatorias Mundial México 1986
En las eliminatorias en el año 1985 fue la estrella del equipo, anotando goles fundamentales y conduciendo a su selección a la Copa Mundial de Fútbol de 1986 en México después de 28 años, derrotando a la selección de Colombia primero y a la selección de Chile después en el repechaje final.

### Copa Mundial México 1986
En México 1986 anotó el gol del empate frente a los anfitriones mexicanos, que significó el 1-1, antes ganaron 1-0 a los iraquíes y finalmente empataron con Bélgica 2-2 saliendo segundos de su grupo. En los octavos de final no pudieron con Gary Lineker e Inglaterra, que los derrotó 3-0, terminado así para Paraguay y Romero el sueño mundialista.

### Participaciones en Copas del Mundo
| Mundial                        | Sede   | Resultado        | Partidos | Goles |
| ------------------------------ | ------ | ---------------- | -------- | ----- |
| Copa Mundial de Fútbol de 1986 | México | Octavos de final | 4        | 2     |

### Goles en la selección
Actualmente Romerito se encuentra en el quinto lugar de máximos goleadores históricos de la selección de fútbol de Paraguay.
| Goles con la Selección de Paraguay | Goles con la Selección de Paraguay | Goles con la Selección de Paraguay | Goles con la Selección de Paraguay | Goles con la Selección de Paraguay | Goles con la Selección de Paraguay | Goles con la Selección de Paraguay | Goles con la Selección de Paraguay | Goles con la Selección de Paraguay |
| Resultados                         | Resultados                         | Resultados                         | Resultados                         | Lugar                              | Estadio                            | Fecha                              | Tipo                               | Goles                              |
| ---------------------------------- | ---------------------------------- | ---------------------------------- | ---------------------------------- | ---------------------------------- | ---------------------------------- | ---------------------------------- | ---------------------------------- | ---------------------------------- |
| Paraguay                           | 2                                  | 2                                  | Brasil                             | Río de Janeiro                     | Estadio Maracaná                   | 31 de octubre de 1979              | Copa América 1979                  | 1 gol                              |
| Paraguay                           | 3                                  | 0                                  | Chile                              | Asunción                           | Estadio Defensores del Chaco       | 28 de noviembre de 1979            | Copa América 1979                  | 2 goles                            |
| Paraguay                           | 3                                  | 1                                  | Ecuador                            | Asunción                           | Estadio Defensores del Chaco       | 31 de mayo de 1981                 | Eliminatorias Sudamericanas 1982   | 1 gol                              |
| Paraguay                           | 2                                  | 0                                  | Perú                               | Lima                               | Estadio Nacional                   | 5 de octubre de 1983               | Amistoso                           | 1 gol                              |
| Paraguay                           | 4                                  | 1                                  | Perú                               | Asunción                           | Estadio Defensores del Chaco       | 7 de octubre de 1983               | Amistoso                           | 2 goles                            |
| Paraguay                           | 3                                  | 0                                  | Bolivia                            | Asunción                           | Estadio Defensores del Chaco       | 9 de junio de 1985                 | Eliminatorias Sudamericanas 1986   | 1 gol                              |
| Paraguay                           | 1                                  | 1                                  | Brasil                             | Río de Janeiro                     | Estadio Maracaná                   | 23 de junio de 1985                | Eliminatorias Sudamericanas 1986   | 1 gol                              |
| Paraguay                           | 3                                  | 0                                  | Colombia                           | Asunción                           | Estadio Defensores del Chaco       | 27 de octubre de 1985              | Eliminatorias Sudamericanas 1986   | 1 gol                              |
| Paraguay                           | 2                                  | 2                                  | Chile                              | Santiago                           | Estadio Nacional                   | 17 de noviembre de 1985            | Eliminatorias Sudamericanas 1986   | 1 gol                              |
| Paraguay                           | 1                                  | 0                                  | Irak                               | Toluca                             | Estadio Nemesio Díez               | 4 de junio de 1986                 | Copa del Mundo 1986                | 1 gol                              |
| Paraguay                           | 1                                  | 1                                  | México                             | Ciudad de México                   | Estadio Azteca                     | 7 de junio de 1986                 | Copa del Mundo 1986                | 1 gol                              |

Para un total de 13 goles.

## Características del jugador
Con su carisma, entrega y humildad, ponía empeño a todos sus propósitos, era un jugador técnico y creativo, que se caracterizaba por su rapidez mental y precisión en sus pases. Además de ser un goleador nato, también se destacaba por tener un promedio importante de goles para ser un mediocampista.

## Vida privada
Nació en Luque, el 28 de agosto de 1960. Realizó todos sus estudios primarios en dicha ciudad. Contrajo matrimonio por primera vez con la brasileña Alice Rozina Barreto, con quien tiene tres hijos, Julio (fallecido), Joana y Paloma. Posteriormente, se separó y tras su separación, contrajo nuevamente matrimonio, esta vez con Giselle Vila de nacionalidad argentina, con quien compartió 15 años de matrimonio y no tuvieron hijos. Actualmente se encuentra divorciado.

## Clubes
| Club               | País           | Año       |
| ------------------ | -------------- | --------- |
| Sportivo Luqueño   | Paraguay       | 1977-1980 |
| New York Cosmos    | Estados Unidos | 1980-1983 |
| Fluminense F. C.   | Brasil         | 1984-1989 |
| F. C. Barcelona    | España         | 1989      |
| Puebla F. C.       | México         | 1990      |
| Sportivo Luqueño   | Paraguay       | 1991      |
| Olimpia            | Paraguay       | 1991-1992 |
| Sportivo Luqueño   | Paraguay       | 1993      |
| Cerro Corá         | Paraguay       | 1994      |
| Deportes La Serena | Chile          | 1995      |
| Cerro Corá         | Paraguay       | 1995      |
| Sportivo Luqueño   | Paraguay       | 1996-2000 |

## Palmarés

### Títulos regionales
| Título             | Club             | País   | Año  |
| ------------------ | ---------------- | ------ | ---- |
| Campeonato Carioca | Fluminense F. C. | Brasil | 1984 |
| Campeonato Carioca | Fluminense F. C. | Brasil | 1985 |

### Títulos nacionales
| Título               | Club             | País     | Año  |
| -------------------- | ---------------- | -------- | ---- |
| Campeonato Brasileño | Fluminense F. C. | Brasil   | 1984 |
| Liga MX              | Puebla F. C.     | México   | 1990 |
| Torneo República     | Olimpia          | Paraguay | 1992 |

### Títulos internacionales
| Título           | Club (*)              | Sede                    | Año     |
| ---------------- | --------------------- | ----------------------- | ------- |
| Copa América     | Selección de Paraguay | América del Sur         | 1979    |
| NASL Champion    | New York Cosmos       | Estados Unidos · Canadá | 1980    |
| NASL Champion    | New York Cosmos       | Estados Unidos · Canadá | 1982    |
| Recopa de Europa | F. C. Barcelona       | Berna                   | 1988-89 |

(*) Incluyendo la selección.

### Distinciones individuales
| Distinción                             | Año  |
| -------------------------------------- | ---- |
| Futbolista del Año en Sudamérica (2.º) | 1979 |
| Bola de Prata                          | 1984 |
| Futbolista del Año en Sudamérica       | 1985 |
| Equipo Ideal de América                | 1986 |
| Rey de América (3.º)                   | 1986 |
| FIFA 100                               | 2004 |

### Condecoraciones
| Condecoración                     | Año  |
| --------------------------------- | ---- |
| Medalla Domingo Martínez de Irala | 2016 |
| Hijo Dilecto de Asunción          | 2018 |
| Premio Arsenio Erico              | 2024 |

## Récords
- Es el primer futbolista paraguayo que ganó el premio al Futbolista del año en Sudamérica.

| Predecesor: Enzo Francescoli | Futbolista del año en Sudamérica 1985 | Sucesor: Antonio Alzamendi |

## Reconocimientos
El 19 de octubre de 2016, Romerito fue distinguido con la Medalla al Mérito "Domingo Martínez de Irala" por la Junta Municipal de la ciudad de Asunción, junto a sus compañeros de la selección paraguaya, en reconocimiento por la obtención del título en la Copa América 1979.

## Fuera del fútbol

### Cantando por un sueño
En el año 2007, participó en un reality show denominado Cantando por un sueño en su país, transmitido por Telefuturo, en el que fue invitado el también exfutbolista y paraguayo Ramón Hicks.

### Controversia
En 2019, la Cámara de Diputados de Paraguay aprobó un proyecto de ley para otorgar una pensión mensual a los futbolistas campeones de la Copa América 1979, entre estos, Romerito. La ley establecía que los beneficiarios debían tener entre 61 y 62 años para recibir la pensión, y la edad de Romerito generó confusión, dado que algunas biografías indicaban que había nacido en 1960 y tendría 59 años en ese momento. Finalmente, se decidió dejar sin efecto esta ley.

### Vida política
Romerito se desempeñó como concejal municipal de Luque, representando al Partido Colorado,  su periodo transcurrió entre 2001-2006. Una vez finalizado este periodo, no volvió a postularse a ningún cargo político. Según sus declaraciones se dedicará a la formación de la juventud luqueña en el deporte.

### Trivia
También, en septiembre del 2006 Romerito debutó como cantante de rock en el festival de rock denominado "Pilsen Rock" que fue organizada en la ciudad de Asunción. Romerito salió al escenario como cantante invitado de la banda musical Revólber y cantó fragmentos de la canción "Siete hermanos y un misil" junto a las 40 000 personas que asistieron al festival de rock.